# 李鎮區 (密歇根州阿勒根縣)
李鎮區（英語：Lee Township）是位於美國密歇根州阿勒根縣的一個行政鎮區。

## 地方資料
李鎮區的面積為93.50平方千米，當中陸地面積為91.10平方千米，而水域面積為2.40平方千米。根據2010年美國人口普查的數據，當地共有人口4015人，而人口密度為每平方千米42.94人。